# 자유아메바목
분열균목 또는 자유아메바목(Schizopyrenida)은 이엽상근족충강에 속하는 원생생물 목이다.
‘뇌 먹는 아메바’ 로 알려져 있는 네이글레리아 포울레리(네글레리아 파울러리, Naegleria fowleri) 등을 포함하고 있다. 네글레리아 파울러리는 강이나 호수 등에 서식하며, 오염된 물을 통해 코에 유입될 경우 뇌에 침입하여 뇌조직을 파괴한다.

## 하위 과
- 불룩아메바과 또는 자유아메바과 (Vahlkampfiidae)
- 그루베렐라과 (Gruberellidae)